# 克倫特羅
克倫特羅（Clenbuterol），是一種β2-腎上腺素受體促效劑（β2-adrenergic agonist），類似麻黃素（Ephedrine）作用，臨床上經常用來治療慢性阻塞性肺疾（COPD），亦被作為緩和氣喘急性發作時的支氣管擴張劑（Bronchodilator）用藥。
20世纪80年代初，美国Cyanamid公司意外发现其有明显的促进生长、提高瘦肉率及减少脂肪的效果，于是其被畜牧業作為瘦肉精使用。
但由于其副作用，欧共体于1988年1月1日起禁止盐酸克伦特罗物质当饲料添加剂使用。1991年被美国FDA禁止。1997年，中华人民共和国农业部下文严禁β-腎上腺素类激素在饲料和畜牧生产中使用，盐酸克伦特罗列为第一位。

## 獸醫用途
歐盟限制克倫特羅使用於用作食用的動物上。在歐盟以外的國家，克倫特羅被當作馬匹的氣管擴張劑，在治療上的商品名為Ventipulmin®，可以口服和靜脈注射的方式使用，也被用於牛隻分娩時，幫助子宮擴張。。克倫特羅也是一種非固醇類的合成和新陳代謝加速劑，作用機制未明。它能夠增加肌肉對脂肪的比例，提高動物的瘦肉量，但其毒性高於具有相同功能的萊克多巴胺，若使用於食用性畜產動物，則為非法行為。

## 食品汙染
2006年9月，上海市通報有超過330人因食用了含克倫特羅的豬肉而中毒。
2009年2月，廣東省至少有70人因為食用了豬的內臟後，發生食物中毒現象，這起食物中毒被認為與克倫特羅殘留所引起。這些患者表示在食用了於當地市場購入的豬內臟後，發生腹痛和腹瀉的現象。
2010年環法自行車賽選手阿尔伯托·康塔多被驗出體內含有克倫特羅，在他的檢體中驗出的克倫特羅濃度為每毫升50皮克(5 × 10−11 g)，他表示這是因為吃了含克倫特羅的食品所致。但他已因此遭西班牙自由車聯盟處罰禁賽一年。